# Leichtathletik-Weltmeisterschaften 2013/Teilnehmer (Vereinigtes Königreich)
| Gelbes Symbol für Goldmedaillen mit stilisierten Olympischen Ringen | Graues Symbol für Silbermedaillen mit stilisierten Olympischen Ringen | Braundes Symbol für Bronzemedaillen mit stilisierten Olympischen Ringen |
| ------------------------------------------------------------------- | --------------------------------------------------------------------- | ----------------------------------------------------------------------- |
| 3                                                                   | —                                                                     | 3                                                                       |

Der Leichtathletik-Verband des Vereinigten Königreichs stellte 60 Teilnehmer bei den Leichtathletik-Weltmeisterschaften 2013 in der russischen Hauptstadt Moskau.

## Medaillen
Mit je drei gewonnenen Gold- und Bronzemedaillen belegte das Team des Vereinigten Königreichs Team Platz 7 im Medaillenspiegel.

### Medaillengewinner
| Gold - Mo Farah: 5000 m - Mo Farah: 10.000 m - Christine Ohuruogu: 400 m | Bronze - Tiffany Porter: 100 m Hürden - Dina Asher-Smith, Ashleigh Nelson, Annabelle Lewis, Hayley Jones, Asha Philip, Bianca Williams und Jodie Williams: 4 × 100 m - Margaret Adeoye, Eilidh Child, Shana Cox, Christine Ohuruogu, Kirsten McAslan, Kelly Massey, Victoria Ohuruogu, Anyika Onuora und Perri Shakes Drayton: 4 × 400 m |

## Ergebnisse

### Männer

#### Laufdisziplinen
| Athlet                                                                                        | Disziplin        | Vorlauf        | Vorlauf | Halbfinale     | Halbfinale | Finale             | Finale             |
| Athlet                                                                                        | Disziplin        | Zeit           | Platz   | Zeit           | Platz      | Zeit               | Platz              |
| --------------------------------------------------------------------------------------------- | ---------------- | -------------- | ------- | -------------- | ---------- | ------------------ | ------------------ |
| Harry Aikines-Aryeetey                                                                        | 100 m            | 10,16 s        | 14      | 10,34 s        | 22         | nicht qualifiziert | nicht qualifiziert |
| Dwain Chambers                                                                                | 100 m            | 10,14 s        | 11      | 10,15 s        | 14         | nicht qualifiziert | nicht qualifiziert |
| James Dasaolu                                                                                 | 100 m            | 10,20 s        | 21      | 9,97 s         | 7          | 10,21 s            | 8                  |
| James Ellington                                                                               | 200 m            | 20,55 s        | 14      | 20,44 s        | 11         | nicht qualifiziert | nicht qualifiziert |
| Adam Gemili                                                                                   | 200 m            | 20,17 s PB     | 1       | 19,98 s PB     | 2          | 20,08 s            | 5                  |
| Delano Williams                                                                               | 200 m            | 20,72 s        | 25      | 20,61 s        | 18         | nicht qualifiziert | nicht qualifiziert |
| Nigel Levine                                                                                  | 400 m            | 45,41 s        | 15      | 45,60 s        | 14         | nicht qualifiziert | nicht qualifiziert |
| Andrew Osagie                                                                                 | 800 m            | 1:46,16 min    | 8       | 1:44,85 min SB | 6          | 1:44,36 min        | 5                  |
| Michael Rimmer                                                                                | 800 m            | 1:45,47 min    | 3       | 1:47,06 min    | 19         | nicht qualifiziert | nicht qualifiziert |
| Chris O’Hare                                                                                  | 1500 m           | 3:38,86 min    | 14      | 3:43,58 min    | 15         | 3:46,04 min        | 12                 |
| Mo Farah                                                                                      | 5000 m           | 13:23,93 min   | 8       |                |            | 13:26,98 min       | Gold               |
| Mo Farah                                                                                      | 10.000 m         |                |         |                |            | 27:21,71 min SB    | Gold               |
| William Sharman                                                                               | 110 m Hürden     | 13,51 s        | 16      | 13,34 s        | 5          | 13,30 s            | 5                  |
| David Greene                                                                                  | 400 m Hürden     | 49,79 s        | 16      | 49,25 s        | 12         | nicht qualifiziert | nicht qualifiziert |
| Sebastian Rodger                                                                              | 400 m Hürden     | 49,66 s        | 12      | 49,32 s        | 15         | nicht qualifiziert | nicht qualifiziert |
| Rhys Williams                                                                                 | 400 m Hürden     | 49,85 s        | 18      | 49,29 s        | 14         | nicht qualifiziert | nicht qualifiziert |
| James Wilkinson                                                                               | 3000 m Hindernis | 8:35,07 min    | 31      |                |            | nicht qualifiziert | nicht qualifiziert |
| Alex Wright                                                                                   | 20 km Gehen      |                |         |                |            | 1:26:40 h          | 31                 |
| Harry Aikines-Aryeetey James Ellington Adam Gemili Dwain Chambers Richard Kilty James Dasaolu | 4 × 100 m        | 38,12 s SB     | 2       |                |            | DSQ                | DSQ                |
| Nigel Levine Michael Bingham Martyn Rooney Conrad Williams Luke Lennon-Ford Delano Williams   | 4 × 400 m        | 3:00,50 min SB | 2       |                |            | 3:00,88 min        | 4                  |

#### Sprung/Wurf
| Athlet          | Disziplin      | Qualifikation | Qualifikation | Finale             | Finale             |
| Athlet          | Disziplin      | Weite/Höhe    | Platz         | Weite/Höhe         | Platz              |
| --------------- | -------------- | ------------- | ------------- | ------------------ | ------------------ |
| Robert Grabarz  | Hochsprung     | 2,29 m        | 1             | 2,29 m             | 8                  |
| Greg Rutherford | Weitsprung     | 7,81 m        | 14            | nicht qualifiziert | nicht qualifiziert |
| Steven Lewis    | Stabhochsprung | NMH           | NMH           | –––                | –––                |
| Brett Morse     | Diskuswurf     | 59,23 m       | 23            | nicht qualifiziert | nicht qualifiziert |

#### Zehnkampf
| Athlet        | Punkte | Platz |
| ------------- | ------ | ----- |
| Ashley Bryant | DNS    | -     |

### Frauen

#### Laufdisziplinen
| Athletin | Disziplin        | Vorlauf        | Vorlauf | Halbfinale         | Halbfinale         | Finale             | Finale             |
| Athletin | Disziplin        | Zeit           | Platz   | Zeit               | Platz              | Zeit               | Platz              |
| --- | ---------------- | -------------- | ------- | ------------------ | ------------------ | ------------------ | ------------------ |
| Asha Philip | 100 m            | 11,29 s        | 17      | 11,35 s            | 17                 | nicht qualifiziert | nicht qualifiziert |
| Anyika Onuora | 200 m            | 23,36 s        | 32      | nicht qualifiziert | nicht qualifiziert | nicht qualifiziert | nicht qualifiziert |
| Jodie Williams | 200 m            | 23,00 s        | 17      | 23,21 s            | 19                 | nicht qualifiziert | nicht qualifiziert |
| Christine Ohuruogu | 400 m            | 50,20 s        | 1       | 49,75 s SB         | 2                  | 49,41 s NR         | Gold               |
| Marilyn Okoro | 800 m            | 1:59,43 min SB | 2       | 2:02,26 min        | 15                 | nicht qualifiziert | nicht qualifiziert |
| Laura Muir | 800 m            | 2:00,80 min PB | 17      | 2:00,83 min        | 9                  | nicht qualifiziert | nicht qualifiziert |
| Jessica Judd | 800 m            | 2:01,48 min    | 21      | nicht qualifiziert | nicht qualifiziert | nicht qualifiziert | nicht qualifiziert |
| Hannah England | 1500 m           | 4:08,05 min    | 11      | 4:06,80 min        | 14                 | 4:04,98 min        | 4                  |
| Laura Weightman | 1500 m           | 4:14,38 min    | 29      | nicht qualifiziert | nicht qualifiziert | nicht qualifiziert | nicht qualifiziert |
| Tiffany Porter | 100 m Hürden     | 12,72 s        | 4       | 12,63 s            | 4                  | 12,55 min PB       | Bronze             |
| Perri Shakes-Drayton | 400 m Hürden     | 54,42 s        | 1       | 53,92 s            | 2                  | 56,25 s            | 7                  |
| Eilidh Child | 400 m Hürden     | 55,17 s        | 4       | 54,32 s            | 5                  | 54,86 s            | 5                  |
| Meghan Beesley | 400 m Hürden     | 55,45 s        | 9       | 54,97 s PB         | 9                  | nicht qualifiziert | nicht qualifiziert |
| Eilish McColgan | 3000 m Hindernis | 9:35,82 min PB | 7       |                    |                    | 9:37,33 min        | 10                 |
| Sonia Samuels | Marathon         |                |         |                    |                    | 2:38:47 h SB       | 16                 |
| Susan Partridge | Marathon         |                |         |                    |                    | 2:36:24 h          | 10                 |
| Dina Asher-Smith Ashleigh Nelson Annabelle Lewis Hayley Jones Asha Philip Bianca Williams Jodie Williams                                    | 4 × 100 m        | 42,75 s        | 6       |                    |                    | 42,87 s            | Bronze             |
| Margaret Adeoye Eilidh Child Shana Cox Christine Ohuruogu Kirsten McAslan Kelly Massey Victoria Ohuruogu Anyika Onuora Perri Shakes Drayton | 4 × 400 m        | 3:25,29 min    | 3       |                    |                    | 3:22,61 min SB     | Bronze             |

#### Sprung/Wurf
| Athletin       | Disziplin  | Qualifikation | Qualifikation | Finale             | Finale             |
| Athletin       | Disziplin  | Weite         | Platz         | Weite              | Platz              |
| -------------- | ---------- | ------------- | ------------- | ------------------ | ------------------ |
| Shara Proctor  | Weitsprung | 6,85 m        | 1             | 6,79 m             | 6                  |
| Lorraine Ugen  | Weitsprung | NMW           | NMW           | –––                | –––                |
| Sophie Hitchon | Hammerwurf | 68,56 m       | 19            | nicht qualifiziert | nicht qualifiziert |

#### Siebenkampf
| Athletin                  | Disziplin | 100 m Hürden | Hochsprung | Kugelstoßen | 200 m      | Weitsprung | Speerwurf  | 800 m          | Punkte  | Platz |
| ------------------------- | --------- | ------------ | ---------- | ----------- | ---------- | ---------- | ---------- | -------------- | ------- | ----- |
| Katarina Johnson-Thompson | Ergebnis  | 13,49 s      | 1,83 m     | 11,52 m     | 23,37 s PB | 6,56 m PB  | 40,86 m PB | 2:07,64 min PB | 6449 PB | 5     |
| Katarina Johnson-Thompson | Punkte    | 1052         | 1016       | 629         | 1042       | 1027       | 684        | 999            | 6449 PB | 5     |